# Diocèse de Bridgetown
Le diocese de Bridgetown (en latin : Dioecesis Pontipolitana) est un diocèse de l'Église catholique à Barbade. Il a été érigé sous sa forme actuelle en 1989. Son actuel titulaire est Neil Sebastian Scantlebury (en), il est suffragant de l'archidiocèse de Port-d'Espagne et membre de la Conférence épiscopale des Antilles. Le siège du diocèse est la cathédrale Saint-Patrick de Bridgetown, et l'église Saint-Dominique de Welches y est une église considérée importante.